# أرشيبالد كلارك
أرشيبالد كلارك (بالإنجليزية: Archibald Clark)‏ هو سياسي نيوزلندي، ولد في 18 ديسمبر 1824 في المملكة المتحدة، وتوفي في 17 أكتوبر 1875 في نيوزيلندا. انتخب عضو مجلس النواب نيوزيلندا.